# Les Marrons
Les Marrons est un roman du mulâtre français Louis Timagène Houat paru en langue française en 1844. Il traite du phénomène du marronnage à Bourbon à une époque où l'on pratiquait encore l'esclavage sur cette île du sud-ouest l'océan Indien désormais connue sous le nom de La Réunion. Il s'agit du tout premier roman produit par la littérature réunionnaise.

## Origines
Le roman Les Marrons est écrit par son auteur alors que celui-ci a été expulsé de La Réunion pour sept ans après avoir été condamné à l'exil en 1836 pour avoir pris part à un complot à Saint-André et avoir voulu agiter dans la colonie française « le drapeau d'une république africaine ». La sentence a été appliquée malgré l'amnistie de Louis-Philippe Ier intervenue en 1837 du fait de magistrats peu scrupuleux qui bénéficient de la complicité du gouverneur de Bourbon.
Déporté, il fréquente les cercles abolitionnistes de Paris. De plus, il entreprend des études supérieures de médecine, se permet des voyages et écrit Les Marrons, son unique roman. Selon l'historien Prosper Ève, Louis Timagène Houat réalise avec cet ouvrage son rêve d'une société ouverte en cherchant à prévenir tout échec de la nécessaire réconciliation qui devra avoir lieu à la suite d'une hypothétique abolition de l'esclavage. La solution lui semble être le métissage : « pour lui, seule la fusion des races peut apporter à Bourbon la paix et l'harmonie », d'où la fin de son récit.

## Résumé
Le roman Les Marrons a pour héros un certain Frême, un petit Noir issu de la traite négrière dans le sud-ouest de l'océan Indien à une époque où elle était déjà clandestine. Il est versé à l'Atelier colonial puis récupéré par le directeur de cette institution avant d'être offert comme jouet à ses deux jeunes enfants, un garçon et une fille. Lorsque le premier quitte le foyer familial afin d'aller poursuivre des études, il est de nouveau confié à l'Atelier colonial pour apprendre le métier de charpentier.
Là, d'après Prosper Ève, « il ne cesse de penser à sa compagne d'enfance, Marie ». Aussi, quand son père meurt dans l'incendie de leur maison, il l'accueille chez lui et finit par obtenir son amour. Les deux jeunes amants cachent leur bonheur au bord de l'étang de Saint-Paul, mais « la haine et les préjugés coloniaux les poussent à fuir dans la forêt » sur proposition de Marie.